# منتخب تيمور الشرقية لكرة القدم
منتخب تيمور الشرقية لكرة القدم (بالبرتغالية: Seleção Timorense de Futebol‏) هو المنتخب الوطني لتيمور الشرقية ويديره اتحاد تيمور الشرقية لكرة القدم. يعتبر الفريق حالياً من أضعف المنتخبات في العالم وأيضاً المنتخب الأضعف في منطقة أسيان. انضمت تيمور الشرقية إلى الاتحاد الدولي لكرة القدم يوم 12 سبتمبر 2005.
خاضت تيمور الشرقية مشاركتها الدولية الأولى في الدور التمهيدي من تصفيات كأس الأمم الآسيوية لكرة القدم في مارس 2003، حين خسرت 3-2 من سريلانكا و3-0 من تايبيه الصينية. شارك المنتخب أيضا في كأس النمر 2004.